# Sam Hinds
Samuel Archibald Anthony Hinds (f. 27. december 1943) var Guyanas premierminister fra 1992 til 2015.
Hinds blev først premierminister under præsident Cheddi Jagan i 1992. Ved dennes død i 1997 blev Hinds selv præsident, men få måneder senere frasage han sig embedet til fordel af sin forgængers enke Janet Jagan, og blev igen premierminister.